# برنهارد شوتلاندر
برنهارد شوتلاندر (1895-1920) كان صحفي وسياسي اشتراكي ألماني. 
نشأ شوتلاندر في واحدة من أغنى الأسر اليهودية في بريسلو (فروتسواف حاليًا في بولندا). كانت عائلته تحميه خلال طفولته، حيث كان مريضاً وكان يعاني من مشاكل في المشي. كان يرافقه باستمرار مدرس خاص، في المدرسة الثانوية كان شوتلاندر زميل دراسة نوربيرت إلياس. جُند شوتلاندر للخدمة العسكرية في الحرب العالمية الأولى بالرغم من ضعف حالته الجسدية. حيث مكث في نفس ثكنة «إرنست توللر» في هايدلبرغ لفترة.
أصبح شوتلاندر المنظم الرائد للحزب الديمقراطي الاجتماعي المستقل في ألمانيا (Independent Social Democratic Party of Germany) في بريسلو. في أبريل 1919 أسس جريدة سيليسيان اربيتر تسايتونج (Schlesische Arbeiter-Zeitung)، وأصبح محررها. داخل الـ الحزب، جادل شوتلاندر من أجل الاتحاد مع الشيوعية الدولية.
في خضم انقلاب كاب، تم اختطاف شوتلاندر في 14 مارس 1920. كان واحداً من أكثر من 30 شخصا اعتقلتهم قوات فريكوربس تحت قيادة أندرياس فون آولوك (Andreas von Aulock). قبل إعدامه، تعرض شوتلاندر للتعذيب. تم العثور على جثته مشوهة في أسويز (حوالي خمسة كيلومترات من فروتسواف) في 23 يونيو 1920. حاولت عائلته الحفاظ على تاريخ ومكان جنازته سراً، لكن حوالي 2,000 عامل أستعرضوا أمام مسكنه العائلي (في أغنى جزء من المدينة) لإظهار احترامهم. كتب عن قتل شوتلاندر حيث ذكرت صحيفة الشعب اليومية اليهودية أنه «استشهد بسبب دينه».